# 人丸站
人丸站（日语：／ Hitomaru eki */?）是位於山口縣長門市油谷新別名字上江，西日本旅客鐵道（JR西日本）的山陰本線車站。
曾經此站是急行「三瓶」「長門」停車站。現時只有普通列車停站，在星期六及假日，在2007年至2012年之間為『快速、美玲色彩』，在2017年起為『○○之談話』的停車站，均為臨時列車。

## 歷史
- 1930年（昭和5年）12月7日 - 國有鐵道美禰線長門古市站至阿川站之間開業，此站啟用。為客運和貨運車站。
  - 當時車站地址為山口縣大津郡菱海村（日语：菱海村）新別名字上江。
- 1933年（昭和8年）2月24日 - 包含此站在內，部分美禰線編入至山陰本線，成為山陰本線車站。
- 1954年（昭和29年）5月1日 - 隨著油谷町（日语：油谷町）成立，車站地址為山口縣大津郡油谷町新別名字上江。
- 1972年（昭和47年）3月1日 - 終止貨物起卸業務。
- 1987年（昭和62年）4月1日 - 伴隨國鐵分割民營化，車站由西日本旅客鐵道（JR西日本）營運。
- 2005年（平成17年）3月22日 - 隨著長門市（第二次）成立，車站地址為現時位置。
- 2014年（平成26年）12月31日 - 成為無人車站。
- 2017年（平成29年）11月23日 - 車站大樓前設置了模仿「元乃隅（稻成）神社」的鳥居[1]。

## 車站構造
車站是一座地面車站，設有2面3線的混合式月台（單式、島式月台），可進行列車交會與待避。車站大樓位於單式月台側，兩月台之間設有跨線橋連接。
車站由長門鐵道部管理的無人車站。從前車站有1名職員當值，並於平日早上至下午執行櫃臺業務，而星期六日則休息，至2009年（平成21年）4月起縮短櫃臺營業時間。

### 月台
| 月台 | 路線      | 上下行 | 方向             |
| ---- | --------- | ------ | ---------------- |
| 1・2 | ■山陰本線 | 上行   | 長門市、東萩方向 |
| 3    | ■山陰本線 | 下行   | 瀧部、下關方向   |

1號月台為上下副本線，2號月台為上行本線，3號月台為下行本線。曾經在平日及星期六早上6時時段設有1班列車使用1號月台，在平成29年1月起停止使用。該月台現只有貨運列車使用。

## 使用狀況
以下為近年1日平均乘車人次列表：
| 乘車人次變化 | 乘車人次變化    |
| 年度         | 1日平均乘車人次 |
| ------------ | --------------- |
| 1999         | 326             |
| 2000         | 315             |
| 2001         | 296             |
| 2002         | 274             |
| 2003         | 258             |
| 2004         | 234             |
| 2005         | 221             |
| 2006         | 195             |
| 2007         | 202             |
| 2008         | 181             |
| 2009         | 183             |
| 2010         | 170             |
| 2011         | 151             |
| 2012         | 114             |
| 2013         | 113             |
| 2014         | 101             |
| 2015         | 84              |
| 2016         | 76              |
| 2017         | 70              |
| 2018         | 66              |

## 車站周邊
車站附近為前油谷町（2005年合併至長門市）中心。
- 長門市政廳 油谷綜合分所
- 人丸神社:古典樹苑
- 油谷郵局
- 掛淵川（日语：掛淵川）
- 國道191號（日语：国道191号）
- 國道491號（日语：国道491号）

## 巴士路線
- 藍線交通（日语：ブルーライン交通）「人丸站」巴士站
  - Rahall油谷（日语：ラポールゆや） → 古市站 → 黃波戶溫泉（日语：黄波戸温泉） → 長門市政廳 → 長門市站 → 道之驛仙崎廚房（日语：道の駅センザキッチン）
  - 油谷大橋 → 川尻 → 久津 → 油谷島

## 相鄰車站
西日本旅客鐵道
■山陰本線
長門古市－人丸－伊上

## 注腳
1. ↑  . 山口縣長門市公式網頁 長門之話題. 2017-11-23  [2019-05-16]. （原始内容存档于2019-12-17）.
2. ↑  山口縣統計年鑑

## 外部連結
- 人丸｜車站資訊：JR出門網 - 西日本旅客鐵道